# パプアニューギニアにおける死刑

死刑制度の状況を表した世界地図。パプアニューギニアは完全な死刑廃止国であることを示す深緑で塗られている。

本項では、パプアニューギニアにおける死刑（パプアニューギニアにおけるしけい）について解説する。パプアニューギニアでは、オーストラリアの統治下にあった1954年を最後に死刑が執行されていない。死刑制度は独立前の1970年に廃止されたものの、1991年に復活、しかしそれも2022年1月20日、国会で死刑廃止が可決された。

## 歴史

### 死刑廃止から死刑制度再導入まで (1954年-1991年)
パプアニューギニアでは、独立する前の1954年を最後に死刑が執行されておらず、事実上の死刑廃止状態にあり、そのままオーストラリア統治下の1970年に廃止されていた。1975年の独立後もその状態は続いていたものの、1991年刑法典（修正）法 (Criminal Code (Amendment) Act 1991)により、殺人に対する法定刑として再導入されることになる。もっとも、死刑再導入前の20年間、刑法典で反逆罪や暴力を伴う海賊行為に対する法定刑として死刑が定められてはいたが、1954年以降適用されたことはなかった。
ところが、1980年代になると、強姦や殺人といった暴力犯罪の増加などを背景に、死刑について議論され始めるようになる。1989年、ラビー・ナマリウ首相が犯罪抑止策として死刑に言及し、1990年6月に内閣が死刑を復活させる法律の草案を承認したと発表。政府は1991年3月、幅広い犯罪対策を発表した。具体的には重犯罪者用の刑務所の増設、身分証明書の導入、有罪判決を受けた犯罪者に対する入れ墨、浮浪の厳罰化、そして殺人・強姦・違法薬物に対する死刑再導入などで、殺人に対する死刑再導入はこのうち唯一実行に移された施策であった。
1991年8月28日の国会で、議員42人が欠席する中、賛成48票、反対19票により刑法典法の改正案が成立した。欠席者の中には死刑反対の立場を公にしていたジュリアス・チャン元首相もいた。
再導入後の1993年、検察は殺人事件による死刑判決について裁判官向けに指針を出し、1995年には初の死刑判決が出された。とはいえ、執行に関する規定はいくらかあったものの、細部について定めた規則はなく、執行は行われていなかった。

### 死刑執行再開に向けた法改正 (1991年-2015年)
2000年代に入ると、治安悪化、部族間抗争や暴動などによる社会的緊張、呪術の使用を理由に女性が殺害される事件が相次ぐなどを背景に、死刑執行再開に向けた動きが出始める。
特に2003年8月、若い母親が殺害されてバラバラにされたポートモレスビーの事件は議員が死刑執行再開について国会へ提起する契機となり、「殺人の抑止策として死刑は最も効果的な手段の一つである」と発言したモロベ州のルーサー・ウェンジ州知事など、死刑執行再開を支持する政治家もいた。
首相や司法相は2004年までに死刑執行を再開するよう促され、司法相が死刑執行を調査する目的でシンガポールやイギリス、アメリカ合衆国を訪問する動きはあったが、死刑執行が再開されることはなかった。
もっとも、死刑存廃問題に関して世論は一枚岩ではなかった。アラン・マラト国会議員や全国女性評議会のように、火器の違法所持や女性に対する暴力犯罪にも死刑適用を含む厳罰化を主張する声があった一方で、個人及び社会の権利擁護フォーラムやアーノルド・アメット元最高裁判所長官のように、「教育と伝統的価値観への回帰こそ必要」「捜査から判決に至るまで正確な判断ができる手続きがなされているとはいえない」ということを理由に反対する声もあった。
しばらく死刑執行再開に向けた動きは停滞し、次に進展があったのは2009年、検事総長が執行に関する規定を細部まで定める意向を示し、執行方法として薬殺を検討していることを明らかにしたときだった。2010年には絞首刑と薬殺刑の執行準備にそれぞれ100万キナと200万キナかかると議会で答弁し、その上で残虐で非人道的だという理由から2005年に絞首刑の執行が延期されており、絞首刑の執行は困難だと示唆した。
これに対し、アムネスティ・インターナショナルといった人権団体が死刑反対を唱える書簡を政府に送付する動きがあった一方で、2011年にモロべ州知事が観光促進のための治安維持を理由に死刑再開を求めるなど、死刑執行再開を要求する声もまたあった。この時期は重大事件に対する死刑判決が相次いでもおり、2013年には司法相兼検事総長が再び犯罪抑止策として死刑執行を再開する意向を示した。また、死刑に反対するのであれば代案を提示すべきであるとし、死刑反対の声はパプアニューギニア人からはなくおよそ外国人ばかりであると強硬姿勢も示し始め、ホワイトカラー犯罪への死刑適用も主張するなどの厳罰化を打ち出した。
折しも2013年は殺人事件が相次いでおり、ケレンガ・クア検事総長によれば世論は死刑賛成に傾いていた。2月にマウントハーゲン郊外で20歳の母親が全裸にされて拷問の末生きたまま燃殺される事件が、4月には20歳の母親が腕を切断された遺体で発見される事件が発覚した。政府は再び死刑再開に向けて動くようになり、同検事総長は憲法的法改革委員会による呪術法廃止の勧告に言及しつつ、強姦や呪術関係の暴力事件に対する死刑適用を認めた。
また、死刑執行法についても絞首刑は海賊風の執行方法で社会の反発が大きく不適切だとして、執行方法の変更を示唆した。カトリック教会の聖職者や元検事総長のように、「抑止策にならない」「死刑事件でも裁判官単独で審理されるなど、犯罪捜査や刑事手続上の問題がある」などといった理由で死刑執行再開に反対・批判する向きも見られた一方で、ピーター・オニール首相は5月に法と秩序の問題に対する戦争を宣言し、女性に対する暴力の厳罰化を約したほか、野党も政府の死刑執行再開を支持するとともに、速やかな再開を求めた。元宗主国オーストラリアのジュリア・ギラード首相もまた死刑執行再開に向けた動きに反対はしたが、パプアニューギニアに対する援助に変更はないとも示唆した。オーストラリアはパプアニューギニアに対して年間4億米ドルを超える援助をしており、パプアニューギニアにとっては最大の援助国に当たるが、そのオーストラリアが援助することに変わりはないことを示唆したことで、死刑執行再開に向けた法改正が実現しようとしていた。
かくして2013年5月、呪術を処罰した1971年呪術法を廃止する呪術廃止法と、下記を定めた2013年刑法典修正法が賛成多数で可決された。
- 呪術関係の殺人を殺人事件として扱うことを明文化
- 死刑を法定刑とする加重強姦という犯罪類型を新設
- 従来絞首刑のみだった死刑執行法を新たに4種類導入
- 死刑執行の方法はその都度閣僚から成る国家行政評議会の助言に基づく総督の決定に従って執行される

この政府の動きには反対の声が寄せられた。カトリック聖職者会議は死刑に関する議論を無視したとして政府と議会を非難し、パプアニューギニア・ソロモン諸島のヴィクトル・ローシュ事務局長兼神父は死刑は解決策とはならないと述べ、アーノルド・アメット元最高裁判所長官は死刑執行方法の選択を内閣に認めていることは問題点だと述べた。国際的にも、欧州連合や国際連合、アムネスティ・インターナショナルなどから非難された。
こうした反対の中、政府は前年のアメリカ視察を踏まえて国内最大の刑事施設となるボマナ刑務所（ポートモレスビー）に絞首刑用と銃殺刑用の刑場を各1か所、薬殺刑用の刑場を2か所設置することとし、建設し始めたが、一方で死刑執行方法はなかなか決まらなかった。
2014年1月、ケランガ・クア司法相は今年にも当時収監中の死刑囚13人の死刑が執行される見込みだと述べ、10月には絞首刑・電気椅子・銃殺刑を執行方法の選択肢として挙げた上でまもなく執行方法が決められるとしたが、結局その年のうちに執行されることはなく、2015年2月に改めて「今年中に死刑が執行されるだろう」と述べている。
司法相は反対意見があることを認めつつ、死刑の可能性があることが既に暴力事件の発生率に影響を及ぼしているとの考えを示したが、他方で3月の治安判事会議では裁判所が依然として抑止策にならない従前の法律を適用していると苦言が呈され、司法相がこれを遅いお役所仕事による落ち度とするなど、厳罰化で臨む政府の姿勢はすぐ実務に浸透したとは言いがたい。

### 死刑執行再開の見直し、死刑廃止へ (2015年-)
2015年3月、ピーター・オニール首相は自国が法執行手段として積極的に死刑を推進しているとは見なされたくないと述べ、主要な犯罪の発生率が約50%減っており、法と秩序を取り戻しつつあることを理由に、死刑執行再開の見直しを示唆した。同年5月、パプアニューギニア政府は死刑に対するNGOや教会、世論の批判を受けて真剣に再考する意向を示した。その矢先の2016年1月にはアメリカ人女性とイギリス人男性がココダ道で3人による性的暴行や強盗の被害に遭った事件が起き、再び世論は死刑執行再開賛成に傾きつつあった。2月にローレンス・カリノエ検事総長が年末までに死刑囚13人の死刑が執行されうると示唆したほか、5月にフレッド・サルファ国連次席代表がパプアニューギニアには揺るぎない死刑の権利があると述べている。
このように政府の再検討発表後も死刑執行再開に向けた動きはあったが、これまでに見られたそれよりも弱くなったと言える。まず死刑執行再開が見直されるようになった背景には、インドネシアがオーストラリア人の薬物犯罪者2人を処刑したことで、世界的に反発の声が寄せられていたことにある。自国民の処刑を受け、オーストラリアはパプアニューギニアに死刑執行再開計画を廃するよう圧力をかけるようになった。野党のサム・バシル党首代理は個人的に死刑は抑止力だと考えているとしつつ、有権者の意向として死刑を支持しない立場を表明した。
憲法的法改革委員会の事務局長もまた、同国の首脳部は死刑が女性に対する暴力を止める手立てとならない考えを受け入れるようになっているとし、同委員会はオニール首相に死刑撤廃を勧告する報告書を仕上げているとも述べた。
2021年8月、最高裁判所が死刑囚14人の執行停止を解除する裁定を下し、70年ぶりの死刑執行までまもなくというところ、2022年1月20日、死刑を廃止し、代わりに仮釈放なしの終身刑に置き換える法案が国会で可決され、死刑囚40人に対する死刑判決は仮釈放なしの終身刑に減刑された。

## 死刑の適用
1991年刑法典（修正）法や1974年刑法典法では殺人罪、内乱罪、海賊行為による致傷等で死刑が法定刑とされ、2013年刑法典（修正）法では呪術使用を動機とする殺人を殺人として扱い、死刑を法定刑とする犯罪に加重強姦を加えていた。しかし、禁止事項として明記されていない限りは終身刑以下に減刑される可能性がある。
死刑を法定刑とする犯罪で有罪認定されたとしても、それが内乱罪や殺人罪でない限り、裁判所は情状酌量が適当であるとの所見があれば、死刑が言い渡されるべきではない事情の有無について犯罪者に尋問するか、尋問するよう官吏に指示することで、尋問の結果次第で死刑の言い渡しを避けることができる。一方で、憲法では公開の法廷での判決言い渡しを求めていないことから、公開の法廷で死刑判決を言い渡さずとも、記録に編綴するよう命じることで死刑を確定させることも可能である。
女性の場合、配偶者の夫に作為・不作為を強要され、かつその夫が犯行現場にいたのであれば、原則としてその女性は当該作為・不作為の刑事責任は免れるとされているが、死刑を法定刑とする犯罪行為などに相当する場合は当てはまらない。例えば夫のいる場で夫に殺人を強要されて実行したとしても死刑判決を受ける可能性はある。
死刑執行を言い渡された女性は妊娠中であることを理由に執行停止命令を申し立てることができる。裁判所は申し立てを受けて、1人以上の医療従事者に対し、一定の非公開の場で女性を検査して妊娠中であるか確認することを宣誓するよう指示する必要がある。その医療従事者が妊娠を真であると証言した場合、裁判所は女性が出産するか、流産などで出産が不可能となるまでの執行延期を命じなければならない。このほか、パプアニューギニアは1993年に18歳未満に対する死刑を禁じる児童の権利に関する条約を批准し、2008年に同様の条項がある自由権規約に加入している。
パプアニューギニア憲法では35条で生命権が定められているものの、死刑執行による場合は生命権が保障されないとの例外規定が置かれている。また、36条1項では残虐で非人道的な取り扱いや刑罰を禁止しているが、36条2項には死刑自体はそうした刑罰に当たらず、死亡までの方法や事情で抵触しうると明記されている。

## 死刑執行の過程
死刑執行の日時と場所は総督によって指定される。執行時はシェリフないしシェリフから任命された職員が立ち会う必要があり、この他にも非常勤の医官などの矯正施設の責任者、適切な官吏、立ち会いを希望する裁判官、シェリフからの許可を受けた警察職員が立ち会うことができる。
執行方法は絞首刑のみとされていたが、2013年の法改正により麻酔投与後に致死注射を行う方法、麻酔投与とともに酸素除去で死に至らす方法、銃で射殺する方法、電流で死に至らす方法の4種類を加えて5種類に増やされた。このうち、薬殺刑、銃殺刑、絞首刑が2015年に国家行政評議会で執行方法として承認された。2022年に死刑が廃止されたのは上述した通りである。
執行後、医官は死刑執行に立ち会い、執行された人の死亡を確認した旨の証明書を作成の上署名し、その他の立会人も同様の宣言書を作成して署名する。医官が証明書に署名するまで立会人全員がその場を去ってはならず、また宣言書に虚偽の内容を記載した場合は14年以下の拘禁刑が課されることになる。
シェリフやシェリフの職員ないし代理として執行に立ち会った人のいずれかが前述の証明書・宣言書を連邦裁判所の書記官に送付し、受け取った書記官は裁判所の記録としてこれらを保管し、官報にも2回謄本が掲載されることになる。執行された人の遺体は総督が助言に基づいて指定した場所に埋葬されることになる。

## 死刑執行数
パプアニューギニアでは1954年11月を最後に死刑が執行されていない。1954年より前の死刑執行数について正確な数字は分からないが、戦間期のオーストラリア、イギリス、ドイツの統治時代に少なくとも67人が絞首刑に処されたことが知られている。
1991年の死刑再導入後に初めて死刑判決が出されたのは1995年2月20日のことで、被告が強姦した少女の父親を銃殺したとして死刑が言い渡されていたが、被告が最高裁判所に上訴した結果、裁判所は同年4月に銃殺は被告の自衛の結果だと認定して死刑判決を覆した。